# Michael Bridges
Pour les articles homonymes, voir Bridges.
Michael Bridges est un footballeur anglais, né le 5 août 1978 à North Shields, Tyne and Wear. Évoluant au poste d'attaquant ou de milieu offensif, il est principalement connu pour ses saisons à Sunderland, Leeds United et Carlisle United.

## Biographie

### Carrière de joueur
Natif de North Shields, Tyne and Wear, il est formé et commence sa carrière à Sunderland. Lors de la saison 1996-97, il est l'un des jeunes attaquants les plus prometteurs de la Premier League, mais ne peut empêcher son club d'être relégué en D2.
Après une première saison en D2 sans obtenir la promotion, la saison 1998-99 voit Sunderland obtenir son billet pour l'élite.
Bridges est alors transféré à Leeds United pour 5 millions de £. Lors de sa première saison à Leeds, il inscrit 19 buts en Premier League, dont un coup du chapeau, le 11 août 1999, lors d'une victoire 3-0 à l'extérieur contre Southampton et finit meilleur buteur du club. 
Lors de cette même saison, il participe aussi à la campagne européenne du club en Coupe UEFA, qui voit Leeds United aller jusqu'en demi-finales, perdue contre le futur vainqueur, Galatasaray. Le club finit par ailleurs à la 3e place en Premier League et se qualifie pour la Ligue des champions.
Lors de la saison 2000-01, le 18 octobre 2000, lors d'un match de Ligue des champions contre Beşiktaş, il se blesse très sérieusement. À partir de cette date, il connaît des séries de blessures à répétition à tel point que, lors des 4 saisons suivantes, il ne joue que 10 matches sans y inscrire le moindre but.
Confronté à ses difficultés physiques mais aussi à une crise de confiance, Bridges est prêté à Newcastle United en janvier 2004, dans le cadre d'un prêt-échange avec Steven Caldwell. Mais repositionné sur l'aile droite, dans une position qu'il n'apprécie pas, il ne fait que 6 matches avec les Magpies sans marquer de but. Son contrat avec Leeds United se termine à la fin de la 2003-04 sans qu'il ne soit prolongé, et Bridges se retrouve donc sans contrat à l'été 2004.
Il est alors rapidement recruté par Bolton Wanderers qui décide de le prêter à son club formateur, Sunderland, dans l'espoir qu'il s'y refasse une bonne condition physique et qu'il retrouve la confiance indispensable aux attaquants. Finalement, Bolton Wanderers, peu convaincu par son état de forme, accepte de rompre son contrat pour qu'il puisse s'engager définitivement pour Sunderland pour quelques mois lors de la saison 2004-05 en D2.
À la fin de sa pige à Sunderland, il s'engage à Bristol City où il passe la fin de la saison 2004-05, avant d'être prêté à Carlisle United au début de la saison suivante. Il y fait bonne impression, au point que le club décide de lever l'option d'achat et de l'engager définitivement en novembre 2005. Dans ce club, il retrouve ses sensations de buteur et joue un rôle prépondérant lors de l'obtention de la promotion en League One, marquant 15 buts dans la saison.
Son retour en forme ne passe pas inaperçu et Hull City propose 250.000£ pour le recruter, somme que Carlisle United refuse avant d'accepter une proposition réévaluée à 350.000£. Il s'engage donc pour Hull City le dernier jour des transferts, le 31 août 2006.
Malheureusement, sa première saison dans son nouveau club est décevante. Il joue peu car il est de nouveau confronté à des blessures et le club accepte de le prêter pour six mois au club australien de Sydney FC le 15 octobre 2007.
À son retour à Hull City, il refuse une proposition de transfert à Crewe Alexandra avant d'accepter un nouveau prêt d'une saison entière à Carlisle United, le 24 juillet 2008, où il retrouve du temps de jeu et le chemin des filets.
À l'expiration de son contrat pour Hull City, à la fin de la saison 2008-09, il se retrouve sans contrat et après un essai infructueux à Norwich City en juillet 2009, il s'engage pour MK Dons, le 8 août 2009, sans signer de contrat, chacune des deux parties étant libre de rompre leur engagement.
Finalement, trois semaines plus tard, après juste deux matches pour les Dons (un de championnat et un de coupe), il décide de retourner en Australie. Il est pris à l'essai par les Newcastle Jets le 25 septembre 2009 et puis recruté définitivement 5 jours plus tard.
Il y passe deux bonnes saisons avant d'annoncer sa retraite le 29 avril 2011, tout en restant dans l'entourage du club, prenant un rôle de conseil auprès des propriétaires. Mais le 7 novembre 2011, il annonce son retour à la compétition et se réengage avec les Newcastle Jets. En février 2015, il s'engage pour un an avec le club semi-professionnel australien de Lambton Jaffas (en).

## Palmarès
- Sunderland :
  - Champion de D2 anglaise en 1995-96, 1998-99 et 2004-05
- Carlisle United :
  - Champion de D4 anglaise en 2005-06

## Source de la traduction
- (en) Cet article est partiellement ou en totalité issu de l’article de Wikipédia en anglais intitulé « Michael Bridges » (voir la liste des auteurs).